# A Ballads
 (février 2023).
Si vous disposez d'ouvrages ou d'articles de référence ou si vous connaissez des sites web de qualité traitant du thème abordé ici, merci de compléter l'article en donnant les références utiles à sa vérifiabilité et en les liant à la section « Notes et références ».
Albums de Ayumi Hamasaki
Rainbow
(2002) Memorial Address
(2003)
A Ballads (stylisé A BALLADS) est la 2e compilation de Ayumi Hamasaki.

## Présentation
L'album sort le 12 mars 2003 au Japon sous le label Avex Trax, produit par Max Matsuura. Il ne sort que trois mois après le précédent album original de la chanteuse, Rainbow. 
Il atteint la 1re place du classement de l'Oricon. Il se vend à 561 127 exemplaires la première semaine, et reste classé pendant 39 semaines, pour un total de 1 040 998 exemplaires vendus au Japon. La compilation est vendue dans un boitier cartonné ; les premiers exemplaires furent édités avec une des quatre couvertures différentes du livret.
Bien que présenté comme une compilation de ballades de l'artiste, la majorité des titres figurent sur l'album dans des versions différentes. L'album contient quatorze chansons, dont trois titres ré-enregistrés pour l'occasion (You, A Song for XX et Who…), quatre titres ré-arrangés (Appears, M , To Be et Seasons), et deux nouvelles chansons : Rainbow, destinée à l'origine à figurer sur l'album homonyme, et Sotsugyou Shashin, une reprise d'une chanson de Yumi Arai (alias Yumi Matsutōya) datant de 1975, la première reprise de sa carrière. Huit des titres originaux étaient sortis en singles, dont Hanabi du single H, et les quatre autres proviennent d'albums.
Les premières éditions de l'album permettaient d'obtenir un mot de passe pour pouvoir télécharger la version instrumentale de Rainbow. Les chansons Appears et M sont remixées pour leur donner un côté ballade en lien avec l'image de l'album, You et A Song for XX sont refaites avec des arrangements rock et acoustiques, et To Be et Seasons sont peu changées avec l'ajout de percussions. La chanson Who… (Across the Universe) a été refaite pour avoir une sensation plus chaude que la version originale. Le chiffre après A Song for XX est la date de ré-enregistrement de la chanson, soit le 13 février 2003.

## Liste des titres
Toutes les paroles sont écrites par Ayumi Hamasaki sauf N°14 par Yumi Arai.
| 1.  | Rainbow (RAINBOW)                                                 | CREA + D・A・I                 | 5:30 |
| 2.  | Appears "Hal's Progress" (appears...)                             | Kazuhito Kikuchi / remix : HΛL | 6:00 |
| 3.  | Key ~eternal tie ver.~ (de l'album Duty)                          | Kunio Tago                     | 3:18 |
| 4.  | You "Northern Breeze" (YOU...)                                    | Yasuhiko Hoshino               | 5:07 |
| 5.  | To Be "2003 ReBirth Mix" (TO BE...)                               | D・A・I                        | 5:23 |
| 6.  | Hanabi (HANABI)                                                   | CREA + D・A・I                 | 4:53 |
| 7.  | M "Hal's Progress"                                                | CREA / remix : HΛL             | 5:48 |
| 8.  | Dearest                                                           | CREA + D・A・I                 | 5:37 |
| 9.  | Dolls (de l'album Rainbow)                                        | CREA                           | 6:00 |
| 10. | Seasons "2003 ReBirth Mix" (SEASONS...)                           | D・A・I                        | 4:24 |
| 11. | Voyage                                                            | CREA + D・A・I                 | 5:10 |
| 12. | A Song for XX "030213 Session #2 Take" (de l'album A Song for XX) | Yasuhiko Hoshino               | 5:55 |
| 13. | Who... (Across the Universe) (de l'album Loveppears)              | Kazuhito Kikuchi               | 5:40 |
| 14. | Sotsugyō Shashin (卒業写真)                                       | Yumi Arai                      | 4:23 |